# Smenospongia nuda
Smenospongia nuda är en svampdjursart som först beskrevs av Claude Lévi 1969.  Smenospongia nuda ingår i släktet Smenospongia och familjen Thorectidae.
Artens utbredningsområde är havet utanför Sydafrika. Inga underarter finns listade i Catalogue of Life.